# Галерея Виктора Бронштейна
Галере́я Ви́ктора Бронште́йна — частная художественная галерея, основанная Виктором Бронштейном в Иркутске в 2011 году. Самая большая частная художественная галерея за Уралом, насчитывающая более 2000 произведений искусства — живопись, графика и скульптура. Площадь галереи составляет около 1300 квадратных метров.
Виктор Бронштейн начал собирать свою коллекцию в 1998 году. Галерея открылась в 2011 году. С 2014 по 2015 год проводилась масштабная реконструкция. В 2015 году галерея получила золотой диплом фестиваля «Зодчество Восточной Сибири 2015» в номинации «Интерьеры».
В 2013 году картины галереи участвовали на выставках в Китае и музее «Эрарта» (Санкт-Петербург).
В 2014 году прошла выставка работ художников Китая, Кореи и Монголии.
В 2015 году картины галереи участвовали на выставке в Красноярске.
14 июля 2015 года выставочный проект «Душа Азии» пополнился экспонатами ювелира и оружейника Жигжита Баясхаланова.
25 августа 2015 года открылась выставка работ Даши Намдакова.